# Pseudoglej

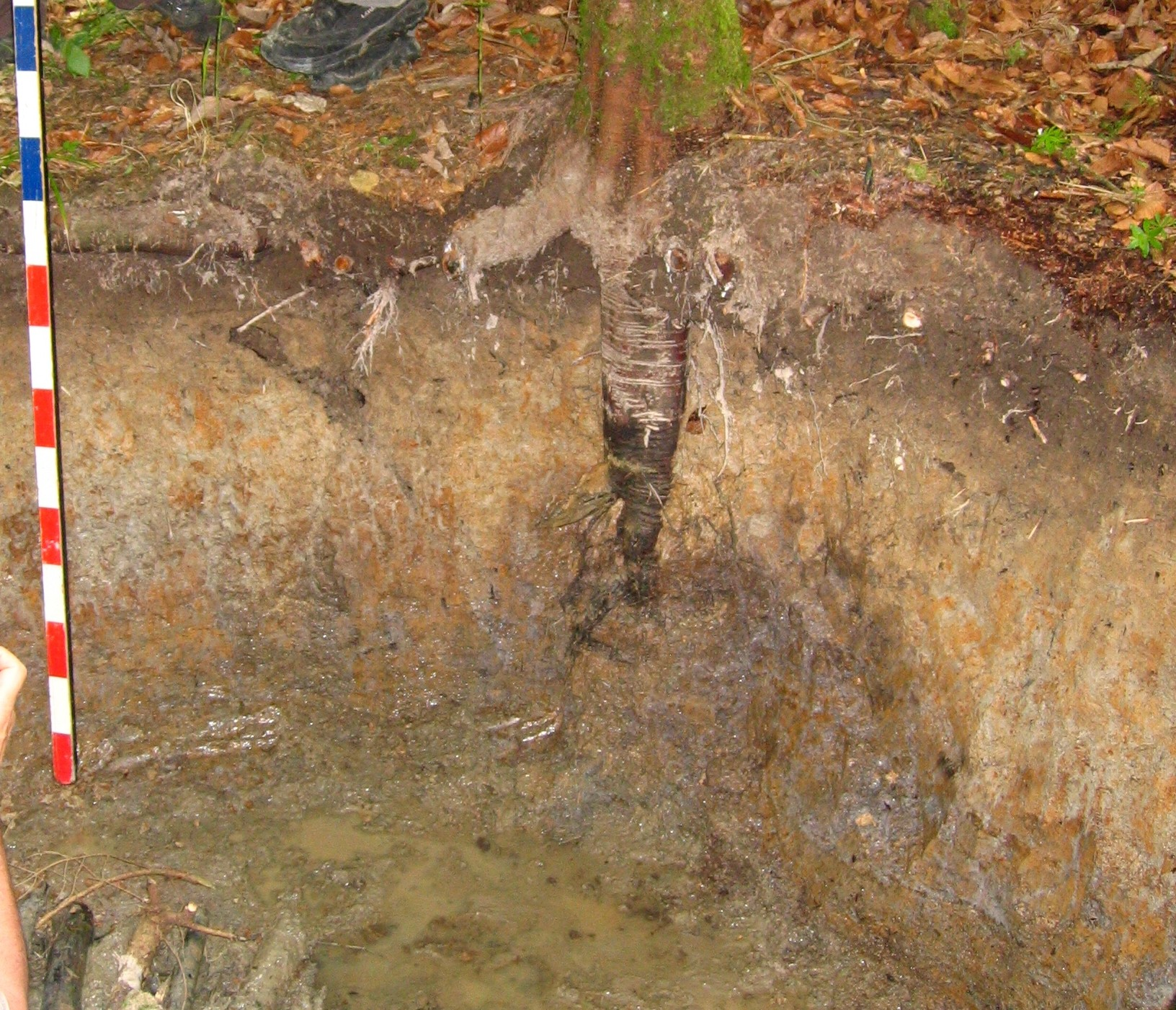
Příčný řez půdního profilu.

Pseudoglej nebo též pseudoglejová půda je půdní typ rozšířený po celém území České republiky, hlavně v oblastech třetihorních pánví (na Chebsku, Třeboňsku, Budějovicku). Vzniká v místech periodicky se opakujícího převlhčování a vysušování půdního profilu, to znamená, že vznikají především v místech terénních depresí a v zaplavovaných územích kolem řek. Vzhledem k tomu je jejich výskyt omezen zhruba do nadmořských výšek maximálně 800 metrů. V nižších polohách vznikají především na těžkých půdotvorných substrátech. Se stoupající nadmořskou výškou vznikají i na středních, případně lehkých substrátech.
Základním procesem probíhajícím v pseudoglejových půdách je proces oglejení. To souvisí se střídáním zaplavení a vysušení, při čemž se zároveň střídá redukce a oxidace železa a manganu. Díky tomu vznikají skvrny, pruhy, mramorování či bročky železa a manganu. Pseudogleje se dále dělí podle substrátu a podmínek, ve kterých vznikají, na např. subtyp modální, glejový, kambický. Půdní profil se dá obvykle rozdělit do několika typických vrstev (půdních horizontů).
Stratigrafie pseudoglejí:
- Ap – humusový horizont;
- En – vybělený horizont s bročky ze železa a manganu (nemusí být přítomen);
- Bm – mramorovaný horizont;
- BCg – glejový přechod na substrát;
- C – půdotvorný substrát.